# Mark Viduka
Mark Anthony Viduka (Melbourne, 9 ottobre 1975) è un ex calciatore australiano di ruolo attaccante.
Eletto Calciatore oceaniano dell'anno nel 2000, è primatista di reti (8) con la maglia del Middlesbrough nelle competizioni calcistiche europee e l'australiano che ha segnato più reti (4) in UEFA Champions League.

## Biografia
Nato in Australia, ha origini ucraine e croate.
Suo padre Joe emigrò in Australia dalla Croazia negli anni '60 in cerca di fortuna. Viduka e sua moglie Ivana hanno tre figli insieme: Joseph (nato nel novembre 2002), Lucas (nato nel settembre 2006) e Oliver (nato nel maggio 2008). È inoltre cugino del calciatore croato e vincitore del Pallone d'Oro Luka Modrić.
Attualmente vive a Zagabria insieme alla famiglia, dove possiede e gestisce una caffetteria.
Viduka ha scritto una canzone su di lui dal cantautore inglese e fan del Middlesbrough FC Alistair Griffin (che in precedenza ha anche co-scritto la canzone sul calcio registrata da Terry Venables). Il testo della canzone è stato scritto sulle note di "Hallelujah" di Leonard Cohen. L’ex manager del Middlesbrough Gareth Southgate ha addirittura utilizzato tale canzone come modo per raccogliere fondi per il suo ente di beneficenza Macmillan Cancer Support. Leonard Cohen ha dato il permesso di pubblicare la canzone come singolo scaricabile per beneficenza.
Viduka da bambino era un grande tifoso del AC Milan degli olandesi poiché è cresciuto guardando le giocate di giocatori quali Marco van Basten, Frank Rijkaard e Ruud Gullit.
Viduka è stato membro del Melbourne City FC sin dalla sua stagione inaugurale.  Viene affettuosamente chiamato con i suoi soprannomi "V-Bomber" e "Big Dukes" in Australia.

## Caratteristiche tecniche
Attaccante grintoso e dalla evidente potenza fisica, era abile nei colpi di testa e possiede un buon tiro. Si è dimostrato utile a far salire la propria squadra poiché sapeva proteggere la palla.

## Carriera

### Club

#### Melbourne Knights
Viduka cominciò la propria carriera in Australia, nelle file dei Melbourne Knights, nel 1993 e divenne nazionale australiano nel giugno 1994. Nel suo biennio con i Melbourne Knights si laureò capocannoniere della National Soccer League e vinse due volte la Johnny Warren Medal come NSL Player of the Year, nel 1993-1994 e nel 1994-1995. Con i Melbourne Knights conquistò un titolo nazionale nel 1994-1995, segnando 21 gol in 24 gare in quella stagione.

#### Dinamo Zagabria
Nel 1995 lo acquistò il Croazia Zagabria (a seguito di un colloquio con Franjo Tuđman), oggi Dinamo Zagabria. La tribuna centrale del Knights Stadium, terreno del Melbourne Knights, fu rinominata Mark Viduka Stand in suo onore e la sua costruzione fu finanziata con il denaro ricevuto per il suo trasferimento in Croazia.
Trascorse tre stagioni e mezzo con il club della capitale croata, segnando 38 gol e vincendo tre double (accoppiata campionato-coppa nazionale) dal 1995 al 1998. Raggiunse anche il terzo turno della Coppa UEFA 1996-1997 e un anno dopo esordì in Champions League, dove la Dinamo Zagabria fu eliminata al secondo turno preliminare dal Newcastle United. L'esperienza croata però non fu tutta rose e fiori: il presidente croato Tudjman venne duramente contestato, e Viduka, identificato come l'acquisto del presidente, subì la stessa sorte.

#### Celtic
Il Celtic acquistò Viduka nel dicembre 1998 per 3,5 milioni di sterline. Nello stesso mese dell'acquisto il Celtic annunciò che Viduka aveva lasciato la Dinamo Zagabria per motivi di stress. Una settimana dopo la Dinamo Zagabria si lamentò per il mancato pagamento da parte del Celtic.
Risolto l'intoppo, Viduka fece il suo debutto con la maglia del Celtic il 16 febbraio 1999, con la squadra Under-21, segnando nella partita vinta per 4-2 contro il Motherwell. Fu votato Giocatore dell'anno della SPFA dopo aver segnato 27 gol in 34 presenze nella sua prima stagione al Celtic Park.
Il 4 dicembre 2007 Ian Wright, durante il suo talk show, disse che, nel febbraio 2000, in Coppa di Scozia, durante l'intervallo della partita Celtic-Inverness, un giocatore si era rifiutato di rientrare in campo per il secondo tempo. Wright espresse il proprio disgusto per la poca professionalità dimostrata. Non disse il nome del giocatore in questione, ma riferì che proprio lui entrò in campo a sostituirlo. Per questo motivo sembra che stesse parlando proprio di Viduka.

#### Leeds
David O'Leary, allenatore del Leeds United, fece acquistare Viduka per 6 milioni di sterline poco prima della stagione 2000-2001. Al Leeds Viduka avrebbe dovuto completare un tridente offensivo con Harry Kewell e Michael Bridges, ma infortuni occorsi a questi ultimi due cambiarono i piani dell'allenatore e Viduka si trovò in coppia con Alan Smith nelle partite di UEFA Champions League e in un tridente con Smith e Robbie Keane nelle partite di Premier League.
Nella sua prima stagione a Elland Road Viduka segnò 22 gol, compresi i 4 gol in un memorabile Leeds-Liverpool del 4 novembre 2000, terminato 4-3 per i padroni di casa.
Nell'estate 2001 Viduka rinnovò il contratto, estendendolo per altri 5 anni. Nella stagione 2002-2003 Viduka mise a segno altri 22 gol. Nel frattempo scoppiò la crisi finanziaria del Leeds, costretto a vendere i propri giocatori migliori, tra cui Kewell e Keane. Questa crisi finanziaria alimentò le voci di una partenza di Viduka per una grande squadra. Dopo la retrocessione del Leeds in Football League Championship, Viduka fu ceduto al Middlesbrough.

#### Middlesbrough
La prima stagione di Viduka al Middlesbrough fu impressionante, nonostante gli infortuni. Nella stagione 2005-2006 il giocatore, in grande forma, brillò in tutte le competizioni e raggiunge presto la doppia cifra nelle marcature. Svolse un importante ruolo nella Coppa UEFA 2005-2006 dove, per due volte, il Middlesbrough dovette segnare 4 gol per proseguire il proprio percorso. La squadra perse poi la finale contro il Siviglia il 10 maggio 2006.
Il contratto dell'attaccante era in scadenza al termine della stagione 2006-2007, ma l'allenatore Gareth Southgate rese nota la volontà di trattenere Viduka, al quale fu assegnato nell'agosto 2006 il numero 9. In seguito ad un'altra buona stagione in cui segnò 19 gol, Viduka fu attratto dalla prospettiva di cambiare club gratuitamente, visto il suo contratto in scadenza. Southgate ribadì la propria volontà di trattenere Viduka dicendo che gli avrebbe offerto un nuovo contratto, ma Viduka si trasferì a titolo gratuito ai rivali del Newcastle United il 7 giugno 2007.

#### Newcastle e ritiro
Viduka fu il primo acquisto del tecnico Sam Allardyce. Il suo contratto, della durata di 2 anni, aveva un'opzione per il terzo. Debuttò con la maglia del Newcastle l'11 agosto 2007 in una partita contro il Bolton Wanderers e fu autore del suo primo gol per il Newcastle il 26 agosto 2007 contro la sua ex squadra, il Middlesbrough. Il 23 settembre 2007 realizzò altri 2 gol, contro il West Ham United, portando a 3 il suo score personale. Il 23 dicembre firmò un'altra doppietta contro il Derby County.

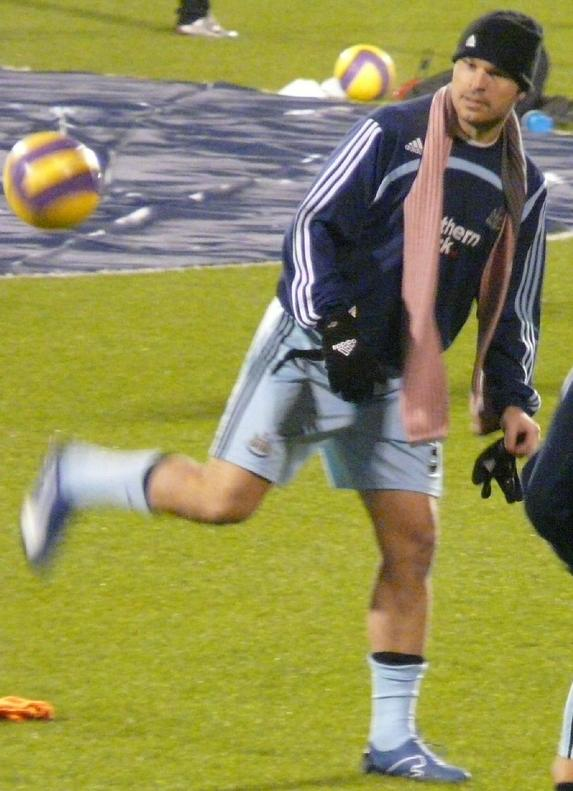
Viduka in allenamento col Newcastle.

Dopo un infortunio, nel nuovo anno Viduka fu impiegato come attaccante laterale nel 4-3-3 di Kevin Keegan insieme a Michael Owen e Obafemi Martins. Il nuovo assetto tattico permise al Newcastle di migliorare il rendimento: grazie ai 3 attaccanti la squadra lottò con successo per la salvezza. Viduka segnò solo 2 gol nella seconda parte di stagione, ma servì tanti assist ai compagni. Poi patì un altro infortunio, al tendine d'Achille.
Fece il suo ritorno in prima squadra dopo 6 mesi di infortunio il 29 novembre 2008, contro il Middlesbrough, subentrando a Martins. L'allenatore Joe Kinnear, che temeva che la carriera di Viduka fosse terminata, dichiarò poi che Viduka avrebbe potuto smettere al termine della stagione 2008-2009, fatto poi smentito dal diretto interessato. Nel dicembre 2008 si infortunò nuovamente, stavolta all'inguine e tornò disponibile dopo qualche mese. Il 17 aprile 2009 ricevette un attestato di stima da parte dell'allenatore Alan Shearer. Quando Shearer era ancora allenatore del Newcastle, Viduka ha dichiarato che sarebbe rimasto con i Magpies solo se Shearer fosse stato il coach. Poiché il Newcastle era in procinto di annunciare un nuovo allenatore, Viduka ha risolto il suo contratto e si è svincolato.
A fine stagione, dopo avere declinato una proposta del Fulham, si è ritirato dal calcio.

### Nazionale
Debuttò con la Nazionale australiana l'8 giugno 1994 contro il Sudafrica. Capitanò la Nazionale dal settembre 2005, al posto dell'infortunato Craig Moore, il capitano abituale. Viduka visse un periodo di particolare splendore sotto la conduzione di Guus Hiddink, che condusse l'Australia alla qualificazione ai Mondiali 2006 a seguito della vittoria ai rigori allo spareggio contro l'Uruguay, nonostante Viduka avesse sbagliato il proprio tiro dal dischetto. Il 21 maggio 2006 fu nominato capitano dell'Australia per il Mondiale e guidò la Nazionale australiana alla sua prima vittoria nella fase finale di un Mondiale, nel giugno 2006, quando i Socceroos batterono 3-1 il Giappone. Viduka diede un apporto fondamentale per la qualificazione dell'Australia al secondo turno, dove la squadra fu eliminata dall'Italia.
Per i Socceroos Viduka ha segnato diversi gol importanti. Sembrava volesse ritirarsi dalla Nazionale dopo i Mondiali 2006, ma nel settembre 2006 ha detto di voler continuare a giocare per l'Australia. In un'amichevole prima dell'inizio della Coppa d'Asia, contro Singapore, Viduka segnò 2 gol di testa (partita poi vinta 3-0). Partecipò alla Coppa d'Asia 2007, prima partecipazione per l'Australia, da capitano. Segnò un gol all'Iraq, ma l'Australia perse con il risultato di 1-3. Nel match successivo segnò 2 gol alla Thailandia, sconfitta dall'Australia per 4-0. Prese parte anche a due edizioni della Confederations Cup: 1997 e 2005. Dopo la Coppa d'Asia 2007 ha rinunciato alla Nazionale e nel 2008 ha ribadito di non volerci tornare.

## Statistiche

### Presenze e reti nei club
| Stagione                 | Squadra                  | Campionato               | Campionato | Campionato | Coppe nazionali | Coppe nazionali | Coppe nazionali | Coppe continentali | Coppe continentali | Coppe continentali | Altre coppe | Altre coppe | Altre coppe | Totale | Totale |
| Stagione                 | Squadra                  | Comp                     | Pres       | Reti       | Comp            | Pres            | Reti            | Comp               | Pres               | Reti               | Comp        | Pres        | Reti        | Pres   | Reti   |
| ------------------------ | ------------------------ | ------------------------ | ---------- | ---------- | --------------- | --------------- | --------------- | ------------------ | ------------------ | ------------------ | ----------- | ----------- | ----------- | ------ | ------ |
| 1992-1993                | Melbourne Knights        | NSL                      | 4          | 2          | NSLC            | 0               | 0               | -                  | -                  | -                  | -           | -           | -           | 4      | 2      |
| 1993-1994                | Melbourne Knights        | NSL                      | 20         | 17         | NSLC            | 2               | 1               | -                  | -                  | -                  | -           | -           | -           | 22     | 18     |
| 1994-1995                | Melbourne Knights        | NSL                      | 24         | 21         | NSLC            | 3               | 6               | -                  | -                  | -                  | -           | -           | -           | 27     | 27     |
| Totale Melbourne Knights | Totale Melbourne Knights | Totale Melbourne Knights | 48         | 40         |                 | 5               | 7               |                    |                    |                    |             |             |             | 53     | 47     |
| 1995-1996                | Dinamo Zagabria          | 1. HNL                   | 27         | 12         | CC              | 2               | 0               | UCL                | 0                  | 0                  | -           | -           | -           | 29     | 12     |
| 1996-1997                | Dinamo Zagabria          | 1. HNL                   | 25         | 18         | CC              | 3               | 2               | CU                 | 2                  | 3                  | -           | -           | -           | 30     | 23     |
| 1997-1998                | Dinamo Zagabria          | 1. HNL                   | 25         | 8          | CC              | 5               | 2               | UCL+CU             | 4+4                | 2+1                | -           | -           | -           | 35     | 13     |
| 1998-1999                | Dinamo Zagabria          | 1. HNL                   | 7          | 2          | CC              | 0               | 0               | UCL                | 2                  | 2                  | -           | -           | -           | 9      | 4      |
| Totale Dinamo Zagabria   | Totale Dinamo Zagabria   | Totale Dinamo Zagabria   | 84         | 40         |                 | 10              | 4               |                    | 12                 | 8                  |             |             |             | 103    | 52     |
| 1998-1999                | Celtic                   | SPL                      | 9          | 5          | SC+CdL          | 2+0             | 3+0             | UCL+CU             | 0+0                | 0+0                | -           | -           | -           | 11     | 8      |
| 1999-2000                | Celtic                   | SPL                      | 28         | 25         | SC+CdL          | 1+4             | 0+1             | CU                 | 4                  | 1                  | -           | -           | -           | 37     | 27     |
| Totale Celtic            | Totale Celtic            | Totale Celtic            | 37         | 30         |                 | 7               | 4               |                    | 4                  | 1                  |             |             |             | 48     | 35     |
| 2000-2001                | Leeds United             | PL                       | 34         | 17         | FACup+CdL       | 2+1             | 1+0             | UCL                | 16                 | 4                  | -           | -           | -           | 53     | 22     |
| 2001-2002                | Leeds United             | PL                       | 33         | 11         | FACup+CdL       | 1+1             | 1+1             | CU                 | 7                  | 3                  | -           | -           | -           | 42     | 16     |
| 2002-2003                | Leeds United             | PL                       | 33         | 20         | FACup+CdL       | 4+1             | 2+0             | CU                 | 2                  | 0                  | -           | -           | -           | 40     | 22     |
| 2003-2004                | Leeds United             | PL                       | 30         | 11         | FACup+CdL       | 1+0             | 1+0             | -                  | -                  | -                  | -           | -           | -           | 31     | 12     |
| Totale Leeds United      | Totale Leeds United      | Totale Leeds United      | 130        | 59         |                 | 11              | 6               |                    | 25                 | 7                  |             |             |             | 166    | 72     |
| 2004-2005                | Middlesbrough            | PL                       | 16         | 5          | FACup+CdL       | 0+1             | 0+0             | CU                 | 4                  | 2                  | -           | -           | -           | 21     | 7      |
| 2005-2006                | Middlesbrough            | PL                       | 27         | 7          | FACup+CdL       | 5+2             | 2+1             | CU                 | 9                  | 6                  | -           | -           | -           | 43     | 16     |
| 2006-2007                | Middlesbrough            | PL                       | 29         | 14         | FACup+CdL       | 7+1             | 5+0             | -                  | -                  | -                  | -           | -           | -           | 44     | 18     |
| Totale Middlesbrough     | Totale Middlesbrough     | Totale Middlesbrough     | 72         | 26         |                 | 16              | 8               |                    | 13                 | 8                  |             |             |             | 101    | 42     |
| 2007-2008                | Newcastle Utd            | PL                       | 26         | 7          | FACup+CdL       | 2+0             | 0+0             | -                  | -                  | -                  | -           | -           | -           | 28     | 7      |
| 2008-2009                | Newcastle Utd            | PL                       | 12         | 0          | FACup+CdL       | 0+0             | 0+0             | -                  | -                  | -                  | -           | -           | -           | 12     | 0      |
| Totale Newcastle Utd     | Totale Newcastle Utd     | Totale Newcastle Utd     | 38         | 7          |                 | 2               | 0               |                    |                    |                    |             |             |             | 40     | 7      |
| Totale carriera          | Totale carriera          | Totale carriera          | 409        | 202        |                 | 46              | 29              |                    | 54                 | 24                 |             |             |             | 509    | 255    |

### Cronologia presenze e reti in nazionale
| Cronologia completa delle presenze e delle reti in nazionale ― Australia | Cronologia completa delle presenze e delle reti in nazionale ― Australia | Cronologia completa delle presenze e delle reti in nazionale ― Australia | Cronologia completa delle presenze e delle reti in nazionale ― Australia | Cronologia completa delle presenze e delle reti in nazionale ― Australia | Cronologia completa delle presenze e delle reti in nazionale ― Australia | Cronologia completa delle presenze e delle reti in nazionale ― Australia | Cronologia completa delle presenze e delle reti in nazionale ― Australia |
| Data                                                                     | Città                                                                    | In casa                                                                  | Risultato                                                                | Ospiti                                                                   | Competizione                                                             | Reti                                                                     | Note                                                                     |
| ------------------------------------------------------------------------ | ------------------------------------------------------------------------ | ------------------------------------------------------------------------ | ------------------------------------------------------------------------ | ------------------------------------------------------------------------ | ------------------------------------------------------------------------ | ------------------------------------------------------------------------ | ------------------------------------------------------------------------ |
| 8-6-1994                                                                 | Adelaide                                                                 | Australia                                                                | 1 – 0                                                                    | Sudafrica                                                                | Amichevole                                                               | -                                                                        |                                                                          |
| 12-6-1994                                                                | Sydney                                                                   | Australia                                                                | 1 – 0                                                                    | Sudafrica                                                                | Amichevole                                                               | -                                                                        |                                                                          |
| 12-3-1997                                                                | Skopje                                                                   | Macedonia                                                                | 0 – 1                                                                    | Australia                                                                | Amichevole                                                               | -                                                                        |                                                                          |
| 2-4-1997                                                                 | Budapest                                                                 | Ungheria                                                                 | 1 – 3                                                                    | Australia                                                                | Amichevole                                                               | -                                                                        |                                                                          |
| 1-10-1997                                                                | Tunisi                                                                   | Tunisia                                                                  | 0 – 3                                                                    | Australia                                                                | Amichevole                                                               | 1                                                                        | 85’                                                                      |
| 22-11-1997                                                               | Teheran                                                                  | Iran                                                                     | 1 – 1                                                                    | Australia                                                                | Qual. Mondiali 1998                                                      | -                                                                        |                                                                          |
| 29-11-1997                                                               | Melbourne                                                                | Australia                                                                | 2 – 2                                                                    | Iran                                                                     | Qual. Mondiali 1998                                                      | -                                                                        |                                                                          |
| 12-12-1997                                                               | Riad                                                                     | Australia                                                                | 3 – 1                                                                    | Messico                                                                  | Conf. Cup 1997 - 1º turno                                                | 1                                                                        | 72’                                                                      |
| 14-12-1997                                                               | Riad                                                                     | Australia                                                                | 0 – 0                                                                    | Brasile                                                                  | Conf. Cup 1997 - 1º turno                                                | -                                                                        | 89’                                                                      |
| 16-12-1997                                                               | Riad                                                                     | Arabia Saudita                                                           | 1 – 0                                                                    | Australia                                                                | Conf. Cup 1997 - 1º turno                                                | -                                                                        | 66’                                                                      |
| 19-12-1997                                                               | Riyad                                                                    | Australia                                                                | 1 – 0 gg                                                                 | Uruguay                                                                  | Conf. Cup 1997 - Semifinale                                              | -                                                                        |                                                                          |
| 21-12-1997                                                               | Riyad                                                                    | Brasile                                                                  | 6 – 0                                                                    | Australia                                                                | Conf. Cup 1997 - Finale                                                  | -                                                                        | 24’                                                                      |
| 6-6-1998                                                                 | Zagabria                                                                 | Croazia                                                                  | 7 – 0                                                                    | Australia                                                                | Amichevole                                                               | -                                                                        |                                                                          |
| 5-11-1998                                                                | San Jose                                                                 | Stati Uniti                                                              | 0 – 0                                                                    | Australia                                                                | Amichevole                                                               | -                                                                        |                                                                          |
| 23-2-2000                                                                | Budapest                                                                 | Ungheria                                                                 | 0 – 3                                                                    | Australia                                                                | Amichevole                                                               | -                                                                        | 68’                                                                      |
| 29-3-2000                                                                | Teplice                                                                  | Rep. Ceca                                                                | 3 – 1                                                                    | Australia                                                                | Amichevole                                                               | -                                                                        |                                                                          |
| 11-11-2001                                                               | Melbourne                                                                | Australia                                                                | 1 – 1                                                                    | Francia                                                                  | Amichevole                                                               | -                                                                        |                                                                          |
| 20-11-2001                                                               | Melbourne                                                                | Australia                                                                | 1 – 0                                                                    | Uruguay                                                                  | Qual. Mondiali 2002                                                      | -                                                                        |                                                                          |
| 25-11-2001                                                               | Montevideo                                                               | Uruguay                                                                  | 3 – 0                                                                    | Australia                                                                | Qual. Mondiali 2002                                                      | -                                                                        |                                                                          |
| 12-2-2003                                                                | Londra                                                                   | Inghilterra                                                              | 1 – 3                                                                    | Australia                                                                | Amichevole                                                               | -                                                                        | 85’                                                                      |
| 19-8-2003                                                                | Dublino                                                                  | Irlanda                                                                  | 2 – 1                                                                    | Australia                                                                | Amichevole                                                               | 1                                                                        | 78’                                                                      |
| 7-9-2003                                                                 | Reading                                                                  | Australia                                                                | 2 – 1                                                                    | Giamaica                                                                 | Amichevole                                                               | -                                                                        | 85’                                                                      |
| 30-3-2004                                                                | Londra                                                                   | Australia                                                                | 1 – 0                                                                    | Sudafrica                                                                | Amichevole                                                               | -                                                                        | 64’                                                                      |
| 16-11-2004                                                               | Londra                                                                   | Australia                                                                | 2 – 2                                                                    | Norvegia                                                                 | Amichevole                                                               | -                                                                        |                                                                          |
| 18-6-2005                                                                | Norimberga                                                               | Australia                                                                | 2 – 4                                                                    | Argentina                                                                | Conf. Cup 2005 - 1º turno                                                | -                                                                        | 46’                                                                      |
| 21-6-2005                                                                | Lipsia                                                                   | Australia                                                                | 0 – 2                                                                    | Tunisia                                                                  | Conf. Cup 2005 - 1º turno                                                | -                                                                        | 46’                                                                      |
| 3-9-2005                                                                 | Sydney                                                                   | Australia                                                                | 7 – 0                                                                    | Isole Salomone                                                           | Qual. Mondiali 2006                                                      | 2                                                                        |                                                                          |
| 6-9-2005                                                                 | Perth                                                                    | Isole Salomone                                                           | 1 – 2                                                                    | Australia                                                                | Qual. Mondiali 2006                                                      | -                                                                        | 46’                                                                      |
| 9-10-2005                                                                | Londra                                                                   | Australia                                                                | 5 – 0                                                                    | Giamaica                                                                 | Amichevole                                                               | 1                                                                        | 57’                                                                      |
| 12-11-2005                                                               | Montevideo                                                               | Uruguay                                                                  | 1 – 0                                                                    | Australia                                                                | Qual. Mondiali 2006                                                      | -                                                                        | 80’                                                                      |
| 16-11-2005                                                               | Sydney                                                                   | Australia                                                                | 1 – 0 dts (4 – 2 dtr)                                                    | Uruguay                                                                  | Qual. Mondiali 2006                                                      | -                                                                        |                                                                          |
| 25-5-2006                                                                | Melbourne                                                                | Australia                                                                | 1 – 0                                                                    | Grecia                                                                   | Amichevole                                                               | -                                                                        | 60’                                                                      |
| 4-6-2006                                                                 | Rotterdam                                                                | Paesi Bassi                                                              | 1 – 1                                                                    | Australia                                                                | Amichevole                                                               | -                                                                        | 65’                                                                      |
| 12-6-2006                                                                | Kaiserslautern                                                           | Australia                                                                | 3 – 1                                                                    | Giappone                                                                 | Mondiali 2006 - 1º turno                                                 | -                                                                        |                                                                          |
| 18-6-2006                                                                | Monaco di Baviera                                                        | Brasile                                                                  | 2 – 0                                                                    | Australia                                                                | Mondiali 2006 - 1º turno                                                 | -                                                                        |                                                                          |
| 22-6-2006                                                                | Stoccarda                                                                | Croazia                                                                  | 2 – 2                                                                    | Australia                                                                | Mondiali 2006 - 1º turno                                                 | -                                                                        |                                                                          |
| 26-6-2006                                                                | Kaiserslautern                                                           | Italia                                                                   | 1 – 0                                                                    | Australia                                                                | Mondiali 2006 - Ottavi di finale                                         | -                                                                        |                                                                          |
| 24-3-2007                                                                | Guangzhou                                                                | Cina                                                                     | 0 – 2                                                                    | Australia                                                                | Amichevole                                                               | -                                                                        | 76’                                                                      |
| 30-6-2007                                                                | Singapore                                                                | Singapore                                                                | 0 – 3                                                                    | Australia                                                                | Amichevole                                                               | 2                                                                        | 90’                                                                      |
| 8-7-2007                                                                 | Bangkok                                                                  | Australia                                                                | 1 – 1                                                                    | Oman                                                                     | Coppa d'Asia 2007 - 1º turno                                             | -                                                                        |                                                                          |
| 13-7-2007                                                                | Bangkok                                                                  | Iraq                                                                     | 3 – 1                                                                    | Australia                                                                | Coppa d'Asia 2007 - 1º turno                                             | 1                                                                        |                                                                          |
| 16-7-2007                                                                | Bangkok                                                                  | Thailandia                                                               | 0 – 4                                                                    | Australia                                                                | Coppa d'Asia 2007 - 1º turno                                             | 2                                                                        | 84’                                                                      |
| 21-7-2007                                                                | Hanoi                                                                    | Giappone                                                                 | 1 – 1 dts (4 – 3 dtr)                                                    | Australia                                                                | Coppa d'Asia 2007 - Quarti di finale                                     | -                                                                        | 61’                                                                      |
| Totale                                                                   |                                                                          | Presenze                                                                 | 43                                                                       |                                                                          | Reti                                                                     | 11                                                                       |                                                                          |

## Palmarès

### Club

#### Competizioni nazionali
- Campionato australiano: 1

Melbourne Knights: 1994-1995
- Campionato croato: 3

Dinamo Zagabria: 1995-1996, 1996-1997, 1997-1998
- Coppa di Croazia: 3

Dinamo Zagabria: 1996, 1997, 1998
- Scottish League Cup: 1

Celtic: 1999-2000

### Individuale
- Johnny Warren Medal: 2

1994, 1995
- Capocannoniere della Coppa di Croazia: 2

1995-1996 (12 reti), 1996-1997 (5 reti)
- Giocatore dell'anno della SPFA: 1

2000
- Calciatore oceaniano dell'anno: 1

2000